# I Only Want to Be with You
I Only Want to Be with You är en poplåt komponerad av Mike Hawker och Ivor Raymonde. Den gavs sent 1963 ut av skivbolaget Philips Records som Dusty Springfields debutsingel och blev en singelhit i såväl Storbritannien som USA. Den kom senare att spelas in av artister som Bay City Rollers och The Tourists.
I Sverige gick en fransk version av Richard Anthony, "A Présent, Tu Peux T'en Aller", in på Tio i topp-listan 1965.

## Listplaceringar, Dusty Springfield
| Lista (1963-1964) | Position               |
| ----------------- | ---------------------- |
| Irland            | 7                      |
| Kanada            | 21 (CHUM Hit Parade)   |
| Storbritannien    | 4                      |
| USA               | 12 (Billboard Hot 100) |